# Bhokardan
Bhokardan é uma cidade  no distrito de Jalna, no estado indiano de Maharashtra.

## Geografia
Bhokardan está localizada a 20° 16′ N, 75° 46′ L. Tem uma altitude média de 587 metros (1925 pés).

## Demografia
Segundo o censo de 2001, Bhokardan tinha uma população de 16,950 habitantes. Os indivíduos do sexo masculino constituem 53% da população e os do sexo feminino 47%. Bhokardan tem uma taxa de literacia de 62%, superior à média nacional de 59.5%; a literacia no sexo masculino é de 70% e no sexo feminino é de 54%. 17% da população está abaixo dos 6 anos de idade.